# Hoplophaeogenes amoenus
Hoplophaeogenes amoenus är en stekelart som beskrevs av Heinrich 1938. Hoplophaeogenes amoenus ingår i släktet Hoplophaeogenes och familjen brokparasitsteklar. Inga underarter finns listade i Catalogue of Life.